# Maximumfactuur
De maximumfactuur of MAF is een grensbedrag waarboven geen kosten worden aangerekend. In België zijn de voornaamste toepassingen de ziekteverzekering en het onderwijssysteem.

## Ziekteverzekering
Op 31 juli 2002 voerde de regering-Verhofstadt I het begrip maximumfactuur in. Het komt erop neer dat een patiënt per jaar nooit meer betaalt aan medische kosten dan het plafondbedrag dat op hem van toepassing is. Heeft hij boven dat bedrag nog kosten, dan worden die volledig terugbetaald door het RIZIV. Het bedrag van de maximumfactuur is mede afhankelijk van het inkomen van de zorgbehoevende. Zo is voor mensen die van een uitkering leven dit bedrag eerder laag, zodat zij nauwelijks nog remgeld betalen op medische en farmaceutische verstrekkingen.
- Het plafondbedrag voor medische kosten bedraagt 450 € voor wie een jaarinkomen heeft van minder dan 17.879,74 €;
- Dit plafondbedrag stijgt gradueel tot 1.800 € voor een jaarinkomen van 46.300,55 € of meer.

Cijfers: 2016

## Onderwijs
Onder Frank Vandenbroucke werd door de Vlaamse regering iets dergelijks ingevoerd om de kosten voor leermiddelen, voornamelijk in het basisonderwijs onder controle te krijgen. Hoewel in Vlaanderen het onderwijs grondwettelijk kosteloos is (er mag geen inschrijvingsgeld gevraagd worden), bleek het toch een serieuze hap uit het gezinsbudget, wegens allerhande bijkomende kosten: handboeken, leermiddelen, schriften, turnuitrusting. Daarbij kwamen dan nog soms kosten van leerlingenvervoer (naar het zwembad bijvoorbeeld), schooluitstappen, theater- of museumbezoek, tot zelfs verplichte abonnementen op tijdschriften.
De regering bepaalt het bedrag dat scholen daarvoor nog aan de ouders mogen vragen. Het is dus de school zelf die hier moet zorgen dat het bedrag niet overschreden wordt voor alle activiteiten waaraan de leerlingen verplicht deelnemen. Dit bedrag is afhankelijk van het onderwijsniveau: eerder laag bij de aanvang van de kleuterklas tot vrij hoog op het einde van het basisonderwijs.
| Leeftijd en niveau                 | Geïndexeerd bedrag (schooljaar 2012-13 en 2013-14) |
| ---------------------------------- | -------------------------------------------------- |
| 2- en 3-jarige kleuters            | 25 euro                                            |
| 4-jarige kleuters                  | 35 euro                                            |
| 5-jarige en leerplichtige kleuters | 40 euro                                            |
| Lager onderwijs (per leerjaar)     | 70 euro                                            |

Scholen zoeken dan naar alternatieve bronnen van financiering, zoals het organiseren van kermissen, wafelenbak, sponsortochten,... Soms worden een aantal activiteiten niet meer verplicht (zoals sneeuwklassen bijvoorbeeld), zodat alleen ouders die kunnen (en willen) betalen hun kinderen laten deelnemen. Ook schrappen sommige lagere scholen de (dure) zwemlessen